# Julia Kelz
Julia Kelz (* 1985 in Heidelberg) ist eine deutsche Film- und Theaterschauspielerin.

## Leben
Julia Kelz wurde ab 2003 als Theaterdarstellerin aktiv, gleichzeitig wurde sie an der Stage School Hamburg, der M.A.S. Mailand und von 2007 bis 2011 an der Schauspielschule der Keller in Köln ausgebildet. 2008 begann ihre Arbeit auch bei Film- und Fernsehproduktionen. 2010 wurde sie für den Kölner Theater-Nachwuchspreis Puck nominiert.
Sie spielte beim Theater der Keller, dem Schauspielhaus Stuttgart und Det Kongelige Teater Kopenhagen.

## Filmografie (Auswahl)
- 2012: Marie Brand und das Lied von Tod und Liebe
- 2013: Wilsberg: Hengstparade
- 2014: Ohne Dich
- 2015–2019: Meuchelbeck (Fernsehserie, vier Folgen)
- 2016: Einsatz in Köln – Die Kommissare (Fernsehserie, fünf Folgen)
- 2016: Herzensbrecher – Vater von vier Söhnen (Fernsehserie, eine Folge)
- 2018: Alarm für Cobra 11 – Die Autobahnpolizei (Fernsehserie, Folge Weiberfastnacht)
- 2019: Tatort: Murot und das Murmeltier